# 13069 Umbertoeco
13069 Umbertoeco (tên chỉ định: 1991 RX1) là một tiểu hành tinh vành đai chính. Nó được phát hiện bởi Eric Walter Elst ở Đài thiên văn Haute-Provence in France ngày 6 tháng 9 năm 1991. Nó được đặt theo tên Umberto Eco, an Italian philosopher và novelist.